# 皮門塔 (米納斯吉拉斯州)
皮門塔（葡萄牙語：Pimenta）是巴西的城鎮，位於該國東南部，由米納斯吉拉斯州負責管轄，始建於1948年12月27日，面積415平方公里，海拔高度776米，2010年人口8,236，人口密度每平方公里19.84人。